# Koinare
Koinare (în bulgară Койнаре) este un oraș în partea de nord-vest a Bulgariei. Aparține de  Obștina Cerven Breag, Regiunea Plevna.

## Demografie
Componența etnică a orașului Koinare
     Romi (3,15%)
     Bulgari (69,13%)
     Nicio identificare (27,06%)
     Altele (0,91%)
La recensământul din 2011, populația orașului Koinare era de 3.706 locuitori. Din punct de vedere etnic, majoritatea locuitorilor (69,13%) erau bulgari, cu o minoritate de romi (3,15%). Pentru 27,06% din locuitori nu este cunoscută apartenența etnică.